# Dichromodes semicanescens
Dichromodes semicanescens är en fjärilsart som beskrevs av Louis Beethoven Prout 1913. Dichromodes semicanescens ingår i släktet Dichromodes och familjen mätare. Inga underarter finns listade i Catalogue of Life.